# Corriol de Rangatira
El corriol de Rangatira (Thinornis novaeseelandiae) és una espècie d'ocell de la família dels caràdrids (Charadriidae) que habita embassaments salins litorals i planures a les illes Chatham, si bé antany també habitava a l'illa del Sud de Nova Zelanda.